# Vito Alessio Robles
El general José Vito Alessio Robles fue un militar, ingeniero, político, escritor, historiador, periodista, diplomático y académico mexicano que participó en la Revolución mexicana. 

## Inicios
Nació el 14 de agosto de 1879 en Saltillo, Coahuila, y fue bautizado el día 30 del mismo mes, en el templo de San Esteban Protomártir, siendo el mayor de los siete hijos de Domingo Alessio Bello, comerciante originario de Salerno, Italia, y de Crisanta Robles Rivas; sus hermanos más destacados fueron el también general José Alessio Robles y el licenciado Miguel Alessio Robles. Estudió de 1892 a 1894 en el Colegio Ateneo Fuente. En 1896 ingresó al Colegio Militar de la Ciudad de México donde cursó la carrera de ingeniería, graduándose en diciembre de 1903 como teniente del cuerpo de ingenieros constructores. 
Al salir del colegio se le asignó la plaza de Monterrey para efectuar su práctica profesional; de allí pasó a construir los cuarteles de Toros y Pótam en la región yaqui, haciéndose cargo también de las obras del varadero nacional en el puerto de Guaymas, Sonora. Participó en campaña contra los indios yaquis desde 1905 hasta 1908 y ya de regreso a la capital fue comisionado para dirigir la construcción del cuartel de La Piedad. Ese mismo año (1908) fue nombrado profesor de comunicaciones de campaña en la Escuela Militar de Aspirantes.
Contrajo matrimonio en Guaymas, Sonora, el 8 de febrero de 1906 con Trinidad Cuevas Espinosa, originaria de esta localidad, con quien tuvo 4 hijos, entre ellos, la ingeniera Ángela Alessio Robles.

## Revolución maderista
A fines de 1910, combatió a los maderistas siendo mayor del Ejército Federal adscrito a la campaña del norte; participó en el combate de Malpaso a las órdenes del coronel Martín Luis Guzmán; después sirvió como jefe del estado mayor del general Manuel Gordillo y posteriormente pasó a la columna del general González Luque.
Dentro de la misma campaña perteneció a la columna de Juan J. Navarro, misma que dejó en febrero de 1911 para ingresar a la del coronel Samuel García Cuéllar, bajo cuyo mando tomó parte en el combate librado contra los revolucionarios en la batalla de Casas Grandes, Chihuahua. En abril de ese año fue nombrado jefe del Estado Mayor de la columna que mandaba el brigadier Agustín Valdés, tomando parte en el combate de la Boquilla, Chihuahua. Durante el periodo presidencial de Francisco I. Madero, a pesar de habérsele opuesto, en 1912 la Secretaría de Guerra y Marina dispuso que volviera a hacerse cargo de la clase de comunicaciones de campaña en la Escuela Militar de Aspirantes.
Ocupó los cargos de inspector general de Policía, subdirector de Obras Públicas e inspector y visitador de obras del cuerpo de ingenieros y con este carácter se trasladó a San Luis Potosí a inspeccionar las obras que se realizaban en la Ex Escuela Industrial. De octubre a 1912 a febrero de 1913 fungió como agregado militar a la Legación de México en Italia, con sede en Roma.

## Constitucionalismo
En 1913 regresó de Italia a consecuencia de la caída de Madero, y a raíz del asesinato de este, Alessio Robles solicitó y obtuvo licencia del ejército. Sin embargo, por órdenes de Victoriano Huerta, fue aprehendido en Saltillo y recluido en la prisión de San Juan de Ulúa; de ahí fue trasladado a la penitenciaría de Santiago Tlatelolco. Fue liberado el 28 de marzo de 1914, y se alistó en las filas constitucionalistas; primero operó en San Luis Potosí como teniente coronel en la división Gustavo A. Madero, bajo las órdenes del general Alberto Carrera Torres y de allí fue enviado al norte con Francisco Villa. 
Tomó parte en los combates que tuvieron lugar en la hacienda de La Herradura, localizada sobre la vía férrea Tampico-San Luis Potosí. Más tarde, con el cargo jefe del Estado Mayor de la Artillería de la División del Norte bajo el mando del general Felipe Ángeles, combatió en la batalla de Paredón, Coahuila, el 17 de mayo de 1914. Desempeñó diversas comisiones políticas para Venustiano Carranza, incluso algunas en Estados Unidos.
Fue delegado en la Convención de Aguascalientes en representación del general Carrera Torres en 1914, y al sobrevenir la escisión de los revolucionarios permaneció con la convención, de la que llegó a ser secretario. Cuando Eulalio Gutiérrez fue nombrado presidente por la convención, nombró a Alessio Robles inspector general de policía de la Ciudad de México, cargo que ya había desempeñado en los años 1911 - 1912. En 1915, el general Lucio Blanco le confirió el cargo de gobernador del Distrito Federal durante la presidencia de Roque González Garza, permitiendo portar armas a sus habitantes. Cuando el villismo fue derrotado se alejó de las actividades castrenses.

## Político y Periodista
Después de 1920 ocupó una diputación por el V distrito del Distrito Federal y una senaduría por Coahuila en 1922; el 23 de enero de 1924 el senador Francisco Field Jurado -enemigo político de Alessio Robles- fue asesinado en la Ciudad de México por haberse opuesto a la firma de los tratados de Bucareli, y cuanto se dio a conocer la noticia en la Cámara de Senadores y ante el silencio imperante, Alessio Robles dio un discurso ante la Cámara exigiendo castigar a los culpables del crimen.
El 9 de agosto de 1921 su hermano, el general José Alessio Robles, fue asesinado en la Ciudad de México, acusándose al general Jacinto B. Treviño de haber sido el perpetrador del crimen. Sin embargo, y por falta de pruebas, el general Treviño fue liberado, lo que causó que Vito acusara a su hermano Miguel, quien fungía como secretario de Industria y Comercio en el gobierno de Obregón, de no haber hecho nada por hacer justicia; y esto aunado a las diferencias políticas entre ambos, provocaron que Vito rompiera relaciones fraternales con su hermano Miguel, a pesar de que este intentara en varias ocasiones reconciliarse con Vito.
En 1925 y 1926 se había movido en los círculos diplomáticos como ministro plenipotenciario de México en Suecia. Después fungió como consejero técnico de la Secretaría de Agricultura y Fomento.
En los años siguientes mostró mayor rebeldía. Como Presidente del Partido Nacional Antirreeleccionista luchó contra Plutarco Elías Calles y Álvaro Obregón, debido a los intentos de reelección de este último. Apoyó la candidatura del general Arnulfo R. Gómez a la presidencia de la República, y cuando este fue fusilado en 1927, Alessio Robles fue la única persona que ofreció su casa para velar el cadáver, desafiando los peligros de una posible represalia por parte del gobierno.
En 1929 trabajó a favor de la candidatura presidencial del licenciado José Vasconcelos; en ese mismo año fue candidato a la gubernatura de Coahuila, pero perdió ante su contrincante Nazario S. Ortiz, y en ese mismo año fue desterrado del país, encontrando acogida en Austin, Texas, donde se dedicó a la investigación histórica, y fue estudiante en la Universidad de Texas. 
Vito Alessio Robles sobresalió también como un gran periodista: Fue director del El Heraldo de México y de El Demócrata y colaborador de El Universal, Excélsior y La Prensa, entre otros, bajo los seudónimos de “Tobías O. Soler”, “Pingüino Macho” y “V. Albores”. También fue profesor del Heroico Colegio Militar, en la Universidad Nacional Autónoma de México, en el Colegio Civil de Monterrey, y en la Escuela Nacional Preparatoria. También llegó a ser agregado militar en Turín, Italia.
Vito Alessio Robles falleció a las 3 de la mañana del día 11 de junio de 1957, en su domicilio en la calle Bahía de Santa Bárbara n.º 97 en la Ciudad de México a consecuencia de una afección cardiaca; fue sepultado en el Panteón Francés de la Piedad al día siguiente. Su hija Ángela fue la heredera de su vasta biblioteca.

## Obras escritas
Su primer libro, Bibliografía de Coahuila, histórica y geográfica, fue publicado en 1927 en una colección dirigida por Genaro Estrada, como historiador escribió numerosas obras, entre las que sobresalen: 
- Comunicaciones de campaña (1910-1912)
- Francisco de Urdiñola y el norte de la Nueva España (1931)
- Coahuila y Texas en la época colonial (1938)
- Cómo se ha escrito la historia de Coahuila (1931)
- Unas páginas traspapeladas de la historia de Coahuila y Texas. El derrotero de la entrada a Texas del gobernador de Coahuila, sargento mayor Martín de Alarcón (1932)
- La primera imprenta en Coahuila (1932)
- El derrotero de Martín Alarcón en Texas (1933)
- Etimologías bastardeadas (1934)
- Saltillo en la historia y en la leyenda (1934)
- Fray Agustín de Morfi y su obra (1935)
- Monterrey en la historia y en la leyenda (1936)
- Acapulco en la historia y en la leyenda (1936)
- Desfile sangriento (1936)
- Ramos Arizpe (1937)
- Los tratados de Bucareli (1937)
- Bosquejos históricos (1938)
- Mis andanzas con nuestro Ulises (1938)
- La primera imprenta en las Provincias Internas de Oriente, Texas, Tamaulipas, Nuevo León y Coahuila (1939)
- Heráldica coahuilense (1943)
- Alejandro de Humboldt: su vida y su obra (1940)
- Las condiciones sociales en el norte de la Nueva España (1945-46)
- Coahuila y Texas desde la consumación de la Independencia hasta el tratado de paz de Guadalupe Hidalgo (1945-1946)
- Discurso pronunciado en la apertura de la IV Convención del Partido Nacional Antirreeleccionista
- La convención revolucionaria de Aguascalientes

Editó diversas obras como:
- El pensamiento del Padre Mier
- La memoria sobre el estudio de las provincias Internas de Oriente presentada a las Cortes de Cádiz y Discursos, memorias e informes de Miguel Ramos Arizpe
- Demostración del vastísimo Obispado de la Nueva Vizcaya de Pedro Tamarón Raneral.
- Relación del viaje que hizo a los presidios internos situados en la frontera de la América septentrional, pertenecientes al rey de España por Nicolás de Lafora.
- El viaje de Indias y Diario de Nuevo México de fray Agustín de Morfi
- Ensayo político sobre el Reino de la Nueva España de Alexander von Humboldt

Escribió también algunas biografías como:
- El historiador Carlos Pereyra
- El ilustre maestro Andrés Manuel del Río

Realizó investigaciones en el Archivo Histórico Militar Mexicano: 
- La correspondencia de Agustín de Iturbide, después de la proclamación del Plan de Iguala
- Diario y derrotero de lo caminado, visto y observado en la visita que hizo a los presidios de la Nueva España Septentrional por el brigadier Pedro de Rivera
- Los principales episodios del sitio de Querétaro, por el general Sóstenes Rocha.[3]

## Distinciones
Vito Alessio Robles fue miembro de las siguientes sociedades y academias:
- La Sociedad Mexicana de Geografía y Estadística.
- La Academia Mexicana de la Historia, de la cual ocupó el sillón 12 de 1937 a 1957.[4]
- El Seminario de Cultura Mexicana.
- La Academia Colombiana de Historia.
- La Sociedad Chihuahuense de Estudios Históricos.
- La Sociedad Nuevoleonesa de Historia, Geografía y Estadística.
- La Sociedad de Historia y Geografía de Coahuila.
- La asociación de exalumnos del Colegio Militar.

## Ascensos
A lo largo de su carrera militar, Vito Alessio Robles obtuvo diversos grados hasta alcanzar el grado de general brigadier, recibiendo los ascensos en el siguiente orden:
- Cabo de alumnos (1899)
- Sargento segundo (septiembre de 1901)
- Subteniente de caballería alumno (diciembre de 1901)
- Teniente alumno (1902)
- Teniente del Cuerpo de Ingenieros Constructores (diciembre de 1903)
- Capitán segundo del Cuerpo de Ingenieros (agosto de 1905)
- Capitán primero (1908)
- Mayor del Cuerpo de Ingenieros Constructores (1910)
- Teniente coronel del Cuerpo de Ingenieros (abril de 1911)
- Coronel ingeniero constructor (1946)

## Reconocimientos
- El Congreso Mexicano de Historia le concedió un diploma por el mérito de su trabajo Coahuila y Texas en la época colonial, y otro por el Diario y derrotero del brigadier Pedro Rivera (1945).
- El estado de Coahuila le concedió, ese mismo año, una medalla de oro el 5 de septiembre de 1949, por su obra Coahuila y Texas; y un diploma de la Sociedad Coahuilense de Estudios Históricos y Geográficos de Saltillo, el 20 de abril de 1949.
- Se le reconoció como Veterano de la Revolución, concediéndole la condecoración al mérito revolucionario correspondiente al segundo periodo (1945).
- Fue historiador "A" del departamento de Archivo, Correspondencia e Historia de la Secretaría de la Defensa Nacional (1945)
- El gobierno de la República de Chile le otorgó la Medalla al Mérito, el 1 de diciembre de 1911.
- El 8 de mayo de 1911 le fue concedida la "Cruz por la Campaña de Sonora".
- Le fue otorgada la Medalla de Oro por la Sociedad Mexicana de Geografía y Estadística, otorgada por el bienio 1947-1949, en reconocimiento por su obra histórica.
- Al cumplirse 100 años de su natalicio, el gobernador de Coahuila Óscar Flores Tapia declaró el año de 1979 como "Año de Vito Alessio Robles" y se instituyó la "Medalla Nacional Vito Alessio Robles", que es el más elevado premio cultural a coahuilenses distinguidos.
- En su honor, el gobierno de Coahuila autorizó, previo acuerdo con la familia Alessio Cuevas, la apertura del Centro Cultural Vito Alessio Robles, en marzo de 1998, para albergar la vasta biblioteca de Don Vito, el cual fue inaugurado el año siguiente (1999).